# 源効
源 効（みなもと の いたる）は、平安時代前期の貴族。仁明天皇の皇子。官位は従四位上・備前権守。

## 経歴
仁明天皇の皇子として生まれるが、源朝臣姓を賜与され臣籍降下する。貞観10年（868年）従四位上に直叙され、貞観12年（870年）備前権守に任ぜられる。貞観17年（875年）出家し、資人と位田を返納させられている。

## 官歴
『日本三代実録』による。
- 貞観10年（868年） 正月7日：従四位上（直叙）
- 貞観12年（870年） 正月25日：備前権守
- 貞観17年（875年） 10月：出家（従四位上）